# Sally Field

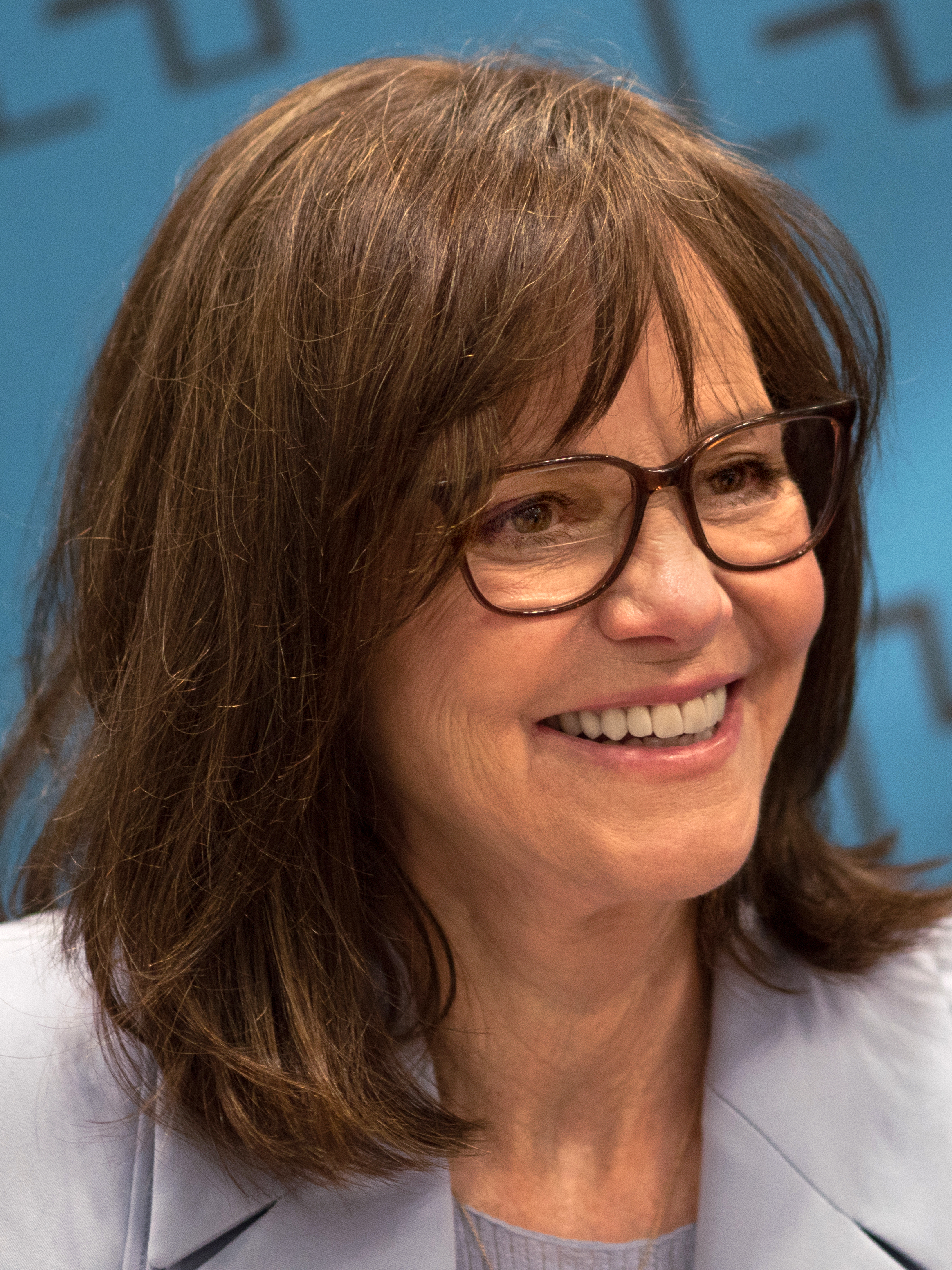
Sally Field, 2018

Sally Margaret Field (* 6. November 1946 in Pasadena, Kalifornien) ist eine US-amerikanische Schauspielerin und zweifache Oscar-, dreifache Emmy- sowie zweifache Golden-Globe-Preisträgerin.

## Leben
Sally Field ist die Tochter der Schauspielerin Margaret Field. Sie begann Mitte der 1960er Jahre, für das Fernsehen zu arbeiten. Ihren Durchbruch im Kino erlebte sie Ende der 1970er Jahre. Mittlerweile gehört sie zu den höchstdekorierten Schauspielerinnen der USA. Sie gewann zwei Oscars (jeweils für Hauptrollen), zwei Golden Globes, dreimal den Emmy Award und den Darstellerpreis der Filmfestspiele von Cannes 1979. Insgesamt war sie achtmal für einen Golden Globe nominiert. Von 2006 bis 2011 spielte sie die Rolle der fünffachen Mutter Nora Walker in der US-Serie Brothers & Sisters. Für diese Rolle wurde sie im September 2007 mit einem Emmy Award ausgezeichnet. Bei ihrer Dankesrede hielt sie ein Anti-Kriegs-Statement, das jedoch vom US-Fernsehsender Fox zensiert und nicht ausgestrahlt wurde.
1968 heiratete Sally Field Steven Craig; die beiden Söhne Peter (* 1969) und Eli Craig (* 1972) sind als Drehbuchautoren und Regisseure tätig. Nach der Scheidung 1975 machte Field vor allem Schlagzeilen mit einer mehrjährigen Romanze mit dem Schauspielerkollegen Burt Reynolds. Filme in dieser Zeit, in denen beide gemeinsam vor der Kamera standen, unterstrichen dies immer wieder. So 1977 im ersten Teil von Ein ausgekochtes Schlitzohr und 1980 im zweiten Teil, 1978 in Nobody is perfect und in Um Kopf und Kragen. 1984 heiratete Field den Produzenten Alan Greisman. Aus dieser Ehe ging ein Sohn hervor. Sally Field ließ sich 1993 von Greisman scheiden.
2013 wurde Field zum Mitglied der American Academy of Arts and Sciences gewählt.

## Filmografie

### Schauspielerin
- 1965–1966: Gidget (Fernsehserie, 32 Episoden)
- 1967: Der Weg nach Westen (The Way West)
- 1967–1970: The Flying Nun (Fernsehserie, 81 Episoden)
- 1971: Beginn einer Ehe (Marriage: Year One)
- 1971–1972: Alias Smith und Jones (Alias Smith and Jones, Fernsehserie, 2 Episoden)
- 1972: Unter Mordverdacht (Home for the Holidays)
- 1973–1974: Meiner Frau bleibt nichts verborgen (The Girl with Something Extra, Fernsehserie, 22 Episoden)
- 1975: Der Mann aus den Bergen (Bridger)
- 1976: Sybil (Fernsehfilm)
- 1976: Mr. Universum (Stay Hungry)
- 1977: Ein ausgekochtes Schlitzohr (Smokey and the Bandit)
- 1977: Helden von heute (Heroes)
- 1978: Nobody is perfect (The End)
- 1978: Um Kopf und Kragen (Hooper)
- 1979: Norma Rae – Eine Frau steht ihren Mann (Norma Rae)
- 1979: Jagd auf die Poseidon (Beyond the Poseidon Adventure)
- 1980: Das ausgekochte Schlitzohr ist wieder auf Achse (Smokey and the Bandit Ride Again)
- 1981: Nebenstraßen (Back Roads)
- 1981: Die Sensationsreporterin (Absence of Malice)
- 1982: Liebesgrüße aus dem Jenseits (Kiss Me Goodbye)
- 1984: Ein Platz im Herzen (Places in the Heart)
- 1985: Die zweite Wahl – eine Romanze (Murphy’s Romance)
- 1987: Nicht jetzt, Liebling (Surrender)
- 1987: James Stewart: A Wonderful Life
- 1988: Punchline – Der Knalleffekt (Punchline)
- 1989: Magnolien aus Stahl (Steel Magnolias)
- 1991: Nicht ohne meine Tochter (Not Without My Daughter)
- 1991: Lieblingsfeinde – Eine Seifenoper (Soapdish)
- 1993: Mrs. Doubtfire – Das stachelige Kindermädchen (Mrs. Doubtfire)
- 1994: Forrest Gump
- 1995: Wechselspiel des Lebens (A Woman of Independent Means)
- 1996: Auge um Auge (Eye for an Eye)
- 1999: Eiszeit – ein Ehekrieg mit Folgen (A Cooler Climate)
- 2000: David Copperfield (Fernsehfilm)
- 2000: Wo dein Herz schlägt (Where the Heart Is)
- 2001: Ohne Worte (Say It Isn’t So)
- 2003: Natürlich blond 2 (Legally Blonde 2)
- 2000–2006: Emergency Room – Die Notaufnahme (ER, Fernsehserie, 12 Episoden)
- 2006–2011: Brothers & Sisters (Fernsehserie, 109 Episoden)
- 2006: Two Weeks – Im Kreise ihrer Lieben (Two Weeks)
- 2008: Arielle, die Meerjungfrau – Wie alles begann (The Little Mermaid: Ariel’s Beginning, Stimme von Marina Del Rey)
- 2012: The Amazing Spider-Man
- 2012: Lincoln
- 2014: The Amazing Spider-Man 2: Rise of Electro (The Amazing Spider-Man 2)
- 2015: Hello, My Name Is Doris
- 2017: Little Evil
- 2018: Maniac (Fernsehserie, 9 Episoden)
- 2020: Dispatches from Elsewhere (Fernsehserie, 10 Episoden)
- 2022: Spoiler Alert
- 2022: Winning Time: The Rise of the Lakers Dynasty (Fernsehserie, 9 Episoden)
- 2023: Brady’s Ladies (80 for Brady)

### Regisseurin
- 1996: Der Weihnachtsbaum (The Christmas Tree)
- 2000: Beautiful

### Produzentin
- 1991: Entscheidung aus Liebe (Dying Young)
- 2010–2011: Brothers & Sisters (Fernsehserie, 16 Episoden)

## Veröffentlichungen
- 2018: In Pieces (Biographie), Simon & Schuster Ltd, ISBN 978-1-4711-7575-6.
- 2018: In Pieces (Hörbuch), Grand Central Publishing, ISBN 978-1-5491-4307-6.

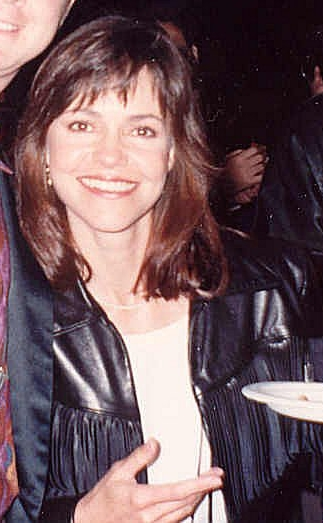
Sally Field bei der Oscarverleihung 1990

## Nominierungen und Auszeichnungen
Oscar
- 1980: Auszeichnung als Beste Hauptdarstellerin für Norma Rae – Eine Frau steht ihren Mann
- 1985: Auszeichnung als „Beste Hauptdarstellerin“ für Ein Platz im Herzen
- 2013: Nominierung als „Beste Nebendarstellerin“ für Lincoln

Primetime Emmy Award
- 1977: Auszeichnung als „Beste Hauptdarstellerin in einer Miniserie oder einem Fernsehfilm“ für Sybil
- 1995: Nominierung als „Beste Hauptdarstellerin in einer Miniserie oder einem Fernsehfilm“ für A Woman of Independent Means
- 2000: Nominierung als „Beste Hauptdarstellerin in einer Miniserie oder einem Fernsehfilm“ für A Cooler Climate
- 2001: Auszeichnung als „Beste Gastdarstellerin in einer Dramaserie“ für Emergency Room – Die Notaufnahme
- 2003: Nominierung als „Beste Gastdarstellerin in einer Dramaserie“ für Emergency Room – Die Notaufnahme
- 2007: Auszeichnung als „Beste Hauptdarstellerin in einer Dramaserie“ für Brothers & Sisters
- 2008: Nominierung als „Beste Hauptdarstellerin in einer Dramaserie“ für Brothers & Sisters
- 2009: Nominierung als „Beste Hauptdarstellerin in einer Dramaserie“ für Brothers & Sisters

Golden Globe Award
- 1978: Nominierung als „Beste Hauptdarstellerin – Komödie oder Musical“ in Ein ausgekochtes Schlitzohr
- 1980: Auszeichnung als „Beste Hauptdarstellerin – Drama“ in Norma Rae – Eine Frau steht ihren Mann
- 1982: Nominierung als „Beste Hauptdarstellerin – Drama“ in Die Sensationsreporterin
- 1983: Nominierung als „Beste Hauptdarstellerin – Komödie oder Musical“ in Liebesgrüße aus dem Jenseits
- 1985: Auszeichnung als Beste Hauptdarstellerin – Drama in Ein Platz im Herzen
- 1986: Nominierung „Beste Hauptdarstellerin – Komödie/Musical“ in Die zweite Wahl – Eine Romanze
- 1990: Nominierung „Beste Hauptdarstellerin – Drama“ in Magnolien aus Stahl
- 1996: Nominierung Beste Hauptdarstellerin – Mini-Serie oder TV-Film in Wechselspiel des Lebens
- 2008: Nominierung Beste Serien-Hauptdarstellerin – Drama in Brothers & Sisters
- 2013: Nominierung Beste Nebendarstellerin in Lincoln

Screen Actors Guild Award
- 1995: Nominierung „Beste Nebendarstellerin“ in Forrest Gump
- 1996: Nominierung als „Beste Darstellerin in einem Fernsehfilm oder Miniserie“ in Wechselspiel des Lebens
- 2000: Nominierung als Beste Darstellerin in einem Fernsehfilm oder Miniserie in Eiszeit – Ein Ehekrieg mit Folgen
- 2001: Nominierung als Beste Darstellerin in einem Fernsehfilm oder Miniserie in David Copperfield
- 2001: Nominierung als „Beste Darstellerin in einer Dramaserie“ in Emergency Room – Die Notaufnahme
- 2008: Nominierung als Beste Darstellerin in einer Dramaserie in Brothers & Sisters
- 2009: Auszeichnung als Beste Darstellerin in einer Dramaserie in Brothers & Sisters
- 2013: Nominierung als Beste Nebendarstellerin in Lincoln
- 2013: Nominierung als „Bestes Schauspielensemble“ in Lincoln

British Academy Film Award
- 1995: Nominierung als „Beste Nebendarstellerin“ in Forrest Gump
- 2013: Nominierung als Beste Nebendarstellerin in Lincoln

Critics’ Choice Movie Award
- 2013: Nominierung als Beste Nebendarstellerin in Lincoln
- 2016: Nominierung als „Beste Schauspielerin in einem Comedyfilm“ in Hello My Name is Doris

Tony Award
- 2017: Nominierung als „Beste Hauptdarstellerin“ für The Glass Menagerie

Goldene Himbeere
- 1992: Nominierung als „Schlechteste Schauspielerin“ in Nicht ohne meine Tochter

American Movie Award
- 1980: Auszeichnung als „Beste Hauptdarstellerin“ in Norma Rae – Eine Frau steht ihren Mann

Boston Society of Film Critics Award
- 2012: Auszeichnung: „Beste Nebendarstellerin“ in Lincoln

Chicago Film Critics Association Award
- 2012: Nominierung als „Beste Nebendarstellerin“ in Lincoln

Internationale Filmfestspiele von Cannes
- 1979: Auszeichnung als „Beste Darstellerin“ in Norma Rae – Eine Frau steht ihren Mann

Kansas City Film Critics Circle Award
- 1979: Auszeichnung als „Beste Hauptdarstellerin“ in Norma Rae – Eine Frau steht ihren Mann

London Critics’ Circle Film Award
- 2013: Nominierung als „Beste Nebendarstellerin“ in Lincoln

Los Angeles Film Critics Association Award
- 1979: Auszeichnung als „Beste Hauptdarstellerin“ in Norma Rae – Eine Frau steht ihren Mann

National Board of Review Award
- 1979: Auszeichnung als „Beste Hauptdarstellerin“ in Norma Rae – Eine Frau steht ihren Mann

National Society of Film Critics Award
- 1980: Auszeichnung als „Beste Hauptdarstellerin“ in Norma Rae – Eine Frau steht ihren Mann

New York Film Critics Circle Award
- 1979: Auszeichnung als „Beste Hauptdarstellerin“ in Norma Rae – Eine Frau steht ihren Mann
- 2012: Auszeichnung als „Beste Nebendarstellerin“ in Lincoln

Satellite Award
- 2008: Nominierung als „Beste Darstellerin in einer Serie – Drama“ in Brothers & Sisters